# Lars Nilsson (musikproducent)
Lars Martin Nilsson, född 28 maj 1967 i Kållereds församling i Göteborgs och Bohus län, är en svensk musiker, studiotekniker, ljuddesigner och musikproducent.

## Biografi
Nilsson är utbildad till klassisk trumpetare på Musikhögskolan i Göteborg under åren 1983-1988. Han arbetade mellan 1986 och 1996 som professionell trumpetare i olika orkestrar och ensembler. Han medverkar som trumpetare på bland annat inspelningar av Tjajkovskij med Göteborgs Symfoniker med Neeme Järvi som dirigent.
1991 startade Nilsson en musikstudio, Nilento, i Kållered, tillsammans med sin fru, Jenny Nilsson.
Nilsson producerar och spelar in artister och orkestrar som Avishai Cohen, Dhafer Youssef, Göteborg Wind Orchestra, Kungliga Filharmoniska Orkestern, Tommy Körberg, Norrköpings symfoniorkester och Sven-Bertil Taube. Nilsson har även gjort ljuddesign på Göteborgs Symfonikers playserie  samt delfinshowen på Kolmårdens djurpark.
2016 var Nilsson producent vid inspelningen av en symfonisk version av soundtracket till datorspelet Turrican II. Inspelningen fick internationell publik.

## Diskografi (i urval)
Nilssons roll är som producent om inget annat anges.
- Bröderna Lejonhjärta, soundtrack (1977)[2]
- Frets of prey - Östersund Wind Quintet, SFZ records (2001)
- Suxxess, mixning (2002)[10]
- Bröllopsmusiken från Storkyrkan - Kungliga musikaliska akademien, Kungliga Filharmonikerna, Adolf Fredriks flickkör och Westlings spelmän, Ingvar Lidholm, Ladybird och Westin Promotion (2010)[11]
- Angels - Linda Lampenius, Linda Lampenius Productions (2010)[12]
- Breathe Out - Malou Berg (2011)[13]
- Life - Musik från Kolmårdens Delfinshow - Lars Nilsson: flygelhorn, DistroSong (2013)
- Once In My Life - Peter Mattei, Ladybird (2013)[14]
- Taube Tolkar Taube - Sven-Bertil Taube, Naxos (2013)[7]
- Monica Z, musikmixning soundtrack (2013)[15]
- Hommage - Sven-Bertil Taube och Norrköpings Symfoniorkester (2014), Universal Music (Grammis 2015, guldskiva 2015)[16]
- Bamse och tjuvstaden, musikinspelning soundtrack (2014)
- Tommys Jul - Tommy Körberg, Metronome (2014)[8]
- Hommage 2 - Sven-Bertil Taube och Norrköpings Symfoniorkester, Universal Music (2015)[17] (guldskiva 2016)[18]
- Mahler songs - Peter Mattei, Ladybird (2015)
- From Darkness - Avishai Cohen, Razdaz Recordz (2015)[5]
- Birds Requiem - Dhafer Youssef, Okeh/Sony Masterworks (2015)[6]
- Flickan, mamman och demonerna, musikinspelning soundtrack (2016)[19]
- Senses, musikinspelning soundtrack (2016)[20]
- Now - Jacob Karlzon, Lars Nilsson: flygelhorn, Warner Music (2016)[21]
- Bamse och häxans dotter, musikinspelning och musikmixning soundtrack (2016)[22]
- Illusioner - Håkan Hellström, Tro och Tvivel/Woah Dad! (2018)